# Faworki

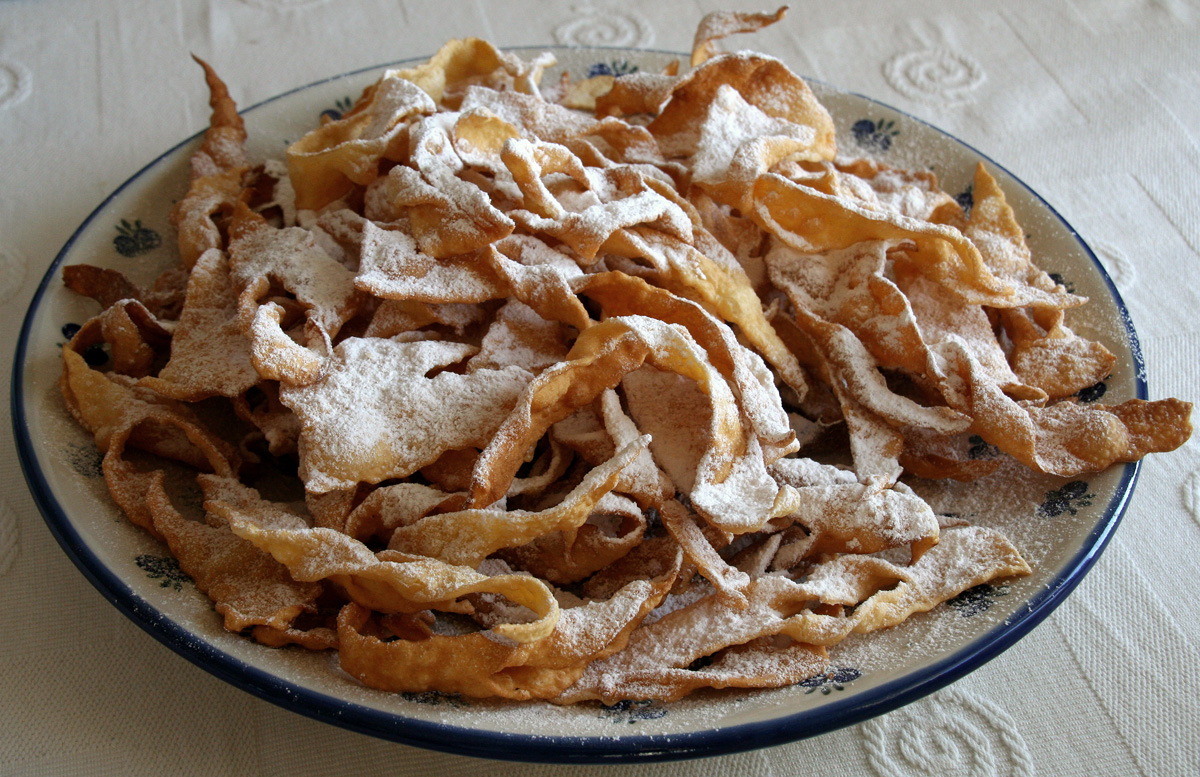
Faworki

Les faworkis sont des gâteaux croustillants polonais au goût sucré, en forme d'arc, frits et saupoudrés de sucre glace. Étymologiquement le mot  polonais provient du mot français faveur. Les faworkis sont aussi connus en Allemagne et Lituanie. En Pologne ils sont le plus souvent consommés pendant le carnaval et mardi gras qui est fêté le jeudi (jeudi gras). Ils sont faits de pâte frite comme les beignets. En région de Cracovie, ils sont nommés chrust. 

## Ingrédients
- sel
- sucre
- beurre
- farine
- Jaune d'œuf
- sucre glace (sucre en poudre)
- alcool

## Autres noms
Il existe des gâteaux frits similaires dans de nombreux autres pays en Europe.
| Langue     | Nom                                                      |
| ---------- | -------------------------------------------------------- |
| Biélorusse | хрушчы ou фаворкі                                        |
| Cachoube   | grochòwinczi                                             |
| Croate     | krostole                                                 |
| Danois     | klejner                                                  |
| Allemand   | Raderkuchen                                              |
| Hongrois   | csöröge                                                  |
| Espagnol   | Orejas de carnaval                                       |
| Italien    | bugie, cenci, chiacchiere, crostoli, galani ou sfrappole |
| Lituanien  | žagarėliai                                               |
| Polonais   | chrust, chruściki ou faworki                             |
| Roumain    | minciunele, cirighele ou scovergi                        |
| Russe      | хворост                                                  |
| Slovaque   | fánka                                                    |
| Suédois    | klenäter                                                 |
| Ukrainien  | вергуни                                                  |
| Français   | bugnes, merveilles, bottereaux                           |